# Tyrone Power
Tyrone Edmund Power Jr. (Cincinnati, Ohio, 5 de mayo de 1914-Madrid, 15 de noviembre de 1958), más conocido como Tyrone Power, fue un actor estadounidense. Es el padre de la cantante Romina Power.
Se convirtió en estrella de cine a fines de los años treinta y principios de los años cuarenta. Trabajó para los estudios cinematográficos Twentieth Century Fox como la respuesta de este estudio a Errol Flynn, la estrella de la competidora Warner Brothers.
Participó en medio centenar de filmes de época y se destacó por encarnar eficazmente papeles dramáticos y románticos. Su agradable y distinguida apariencia masculina iba acompañada de una gran sensibilidad y calidez que, sumado a su gran versatilidad interpretativa, le permitió sentarse entre los grandes actores clásicos del cine. 
Falleció prematuramente, a los 44 años de edad, por un infarto.

## Biografía

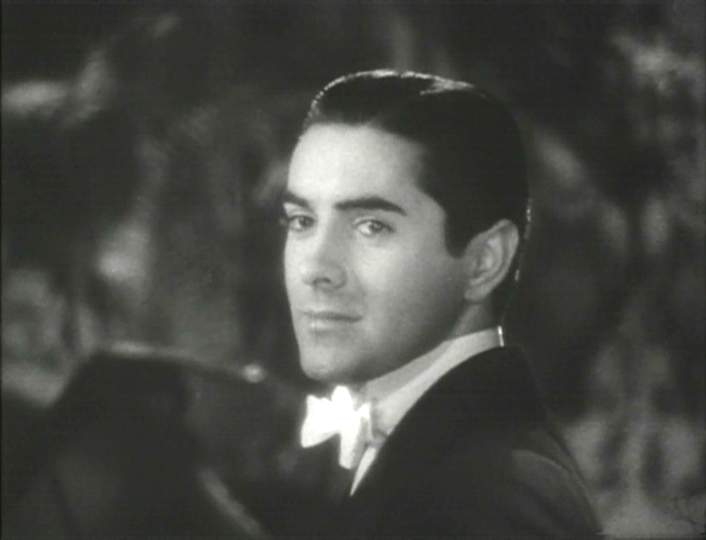
Power en un fotograma del filme Ragtime (1938)

Tyrone Edmund Power Jr. nació en Cincinnati (estado de Ohio) el 5 de mayo de 1914. Era hijo de actores irlandeses con una gran trayectoria en las tablas. En su infancia, Tyrone fue muy enfermizo, y su madre, «Patia» Power (nacida Helen Emma Reaume), fue su gran apoyo, ya que su padre, Tyrone Power Sr., se ausentaba debido a sus actuaciones en Nueva York.
En 1915 nació su hermana Anne y en 1920 su madre solicitó el divorcio. Tyrone, a pesar de la separación, profesaba un gran respeto y admiración por su padre, y decidió seguir sus pasos.
Por esa fecha, Tyrone Jr. se inscribió en la escuela de arte dramático en Nueva York y sus comienzos fueron en el teatro, antes de que el cine le tentara en 1930. Por esa fecha, su padre, Tyrone Power, le ofreció ser guía de su carrera dramática, terminándose así un distanciamiento de larga duración. Lamentablemente, su padre fallecería poco tiempo después de un ataque cardíaco repentino durante el rodaje de El hombre milagroso, a los pies de su hijo.

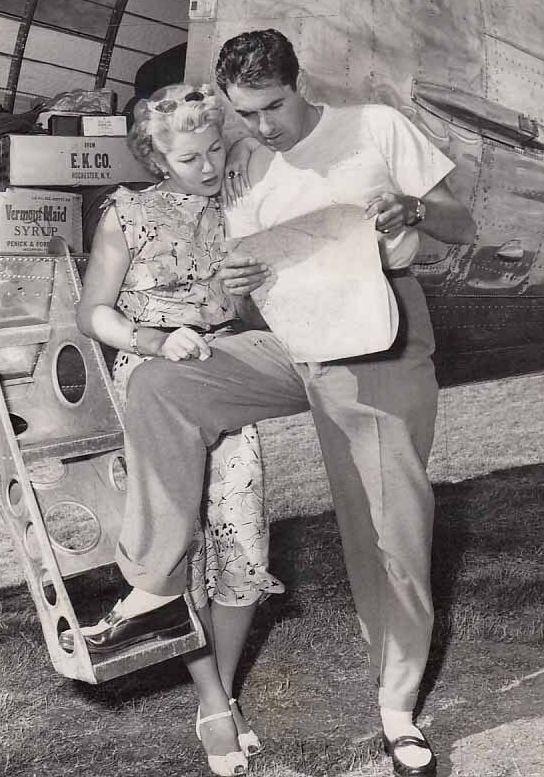
Lana Turner y Tyrone Power en una foto promocional (1947)

Tyrone Jr. no desistió en su carrera; llamó a muchas puertas y, gracias a los buenos contactos de su padre, le fueron abiertas.
Realizó varios papeles de extra desde 1932 hasta 1935. Sus primeros papeles de primer actor en 1936, fueron de galán y se hizo conocido por tener gran atractivo y carácter cálido. Se considera que su primer filme importante es Lloyd's of London (1936), sobre la compañía aseguradora del mismo nombre. Irónicamente, una póliza de esta empresa salvaría el rodaje de Salomón y la reina de Saba cuando Power falleció durante el rodaje.
En 1939 se casó con la actriz francesa Suzanne Georgette Charpentier, conocida como Annabella, y se separó de ella en 1948. 
En 1949 conoció a la mexicana Linda Christian, una hermosa actriz rutilante, y se casó con ella. La relación comenzó a deteriorarse en la medida que Linda Christian cotilleaba en los medios hollywoodienses acerca de la amistad de Power con César Romero, dando pie a cientos de páginas amarillistas.
En 1956 se separó de Linda, quien se llevó a sus hijas, Romina Francesca Power (nacida en 1951) y Taryn Stephanie Power   (1953-2020), con ella a Europa. Romina llegó a ser una famosa cantante italiana y Taryn una actriz estadounidense.

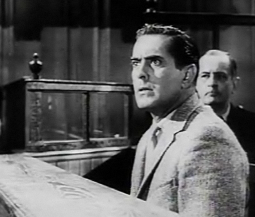
Power en la película Testigo de cargo (1957)

En mayo de 1958 contrajo matrimonio por tercera y última vez, con la joven Deborah Jean Montgomery Minardos, en una unión nupcial que duró solamente medio año, y fruto de la cual nació el tercer y único hijo varón de Ty, Tyrone Power IV, en febrero de 1959, siendo hijo póstumo del actor. 
Tuvo una estrecha amistad con el actor hispano César Romero (reconocido como gay) durante muchos años. Esto suscitó toda clase de rumores en la prensa amarilla acerca de la supuesta homosexualidad de Tyrone Power, rumor que hasta ahora carece de fundamentos objetivos. Basándose solo en simples fotografías y sin ningún otro fundamento, la prensa amarillista le llegó a adjudicar varias parejas femeninas y masculinas, entre las cuales se cuenta a Errol Flynn, Marlon Brando, Lana Turner y Anita Ekberg.
Murió prematuramente, con apenas 44 años de edad, de un ataque al corazón en Madrid, el 15 de noviembre de 1958, mientras rodaba la película Salomón y la reina de Saba, al lado de Gina Lollobrigida. Las escenas filmadas por Power en primer plano quedaron inéditas, y volvieron a ser rodadas con Yul Brynner en el papel de Salomón; no así las escenas en las que se le veía a lo lejos, que fueron aprovechadas y utilizadas en la película.

## Muerte

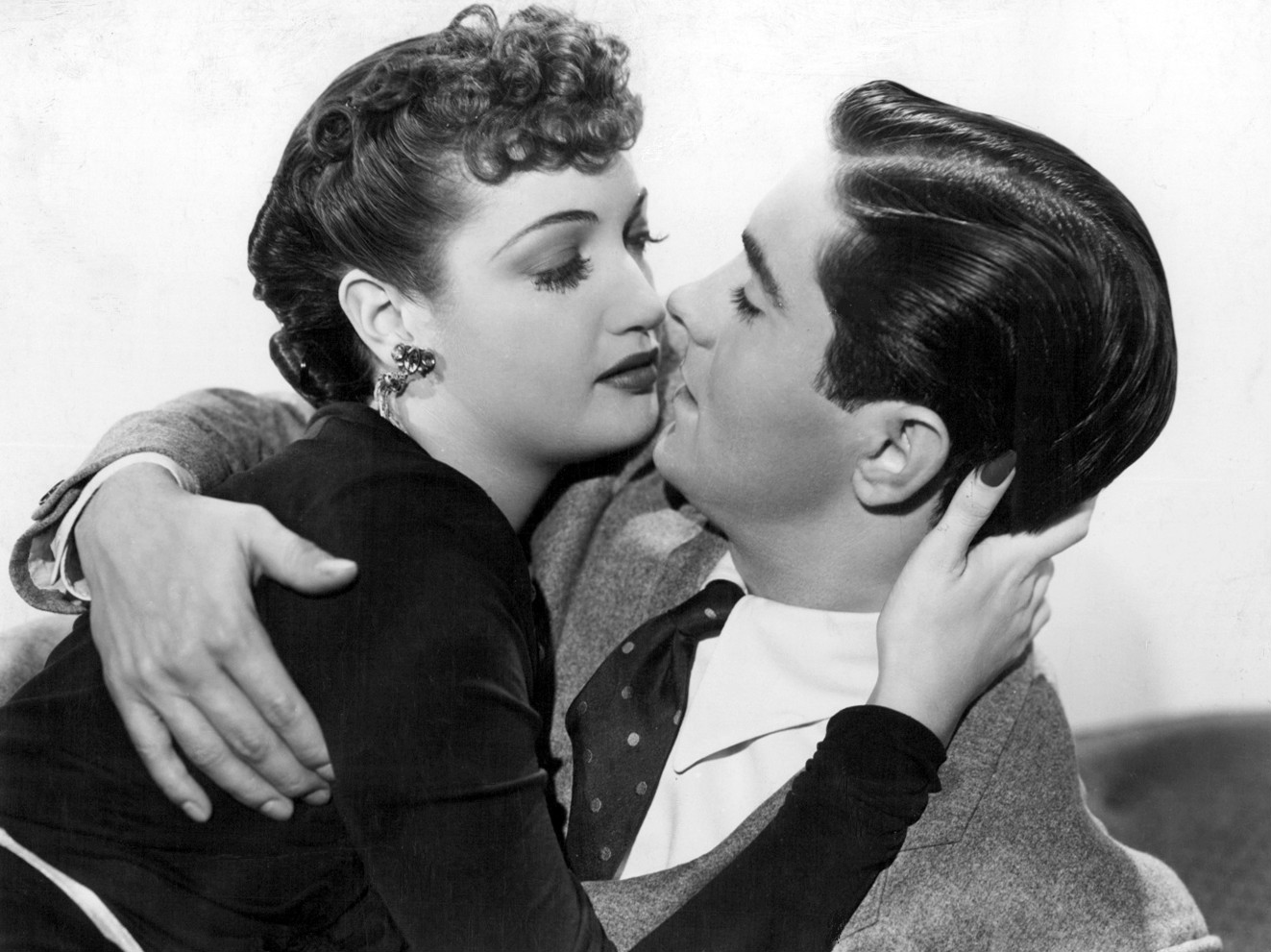
Tyrone Power junto a Dorothy Lamour en el filme Johnny Apollo (1949)

El 15 de noviembre de 1958, el actor empezó a sentirse indispuesto mientras rodaba una escena de la película Salomón y la reina de Saba. Terminaron las tomas —un duelo con espadas—, pero, al grito de «corten», el actor ya estaba pálido y frío. Ya en el camerino, tras una copa de coñac, la productora decidió trasladarle al Hotel Castellana Hilton en el que se hospedaba perdiendo minutos vitales. Allí llegó él en el coche de Gina Lollobrigida, pero se desvaneció nada más bajarse del vehículo. El médico de los estudios lo examinó y determinó que Power estaba sufriendo un ataque cardíaco, lo que exigía llevarlo con urgencia al Hospital. Sin embargo, cuando falleció al ingresar en el Sanatorio Ruber de Madrid, calzando las botas, la estola y el maquillaje que lo convertía esos días en el rey Salomón, nada pudo hacer el equipo médico por reanimarle. Tyrone Power tenía cuarenta y cuatro años y un hijo en camino. Sus restos mortales fueron enterrados en el Hollywood Forever Cemetery, Los Ángeles (California).

## Filmografía
- 1925: School for Wives, no acreditado
- 1932: Tom Brown of Culver (¿Héroe o cobarde?), como Tyrone Power Jr.
- 1934: Flirtation Walk (La generalita), no acreditado
- 1935: Northern Frontier, no acreditado
- 1936: Girls' Dormitory (Aula de señoritas), como Tyrone Power Jr.
- 1936: Ladies in Love (Jóvenes enamoradas), como Tyrone Power Jr.
- 1936: Lloyd's of London (Lloyds de Londres), su primera película con papel importante
- 1937: Love Is News (Amor y periodismo), de Tay Garnett
- 1937: Thin Ice
- 1937: Café Metropole (Café Metropol)
- 1937: Ali Baba Goes to Town, no acreditado, haciendo de sí mismo en el estreno de una película
- 1937: Second Honeymoon
- 1938: In Old Chicago (Chicago), de Henry King
- 1938: Alexander's Ragtime Band (Al compás de mis recuerdos), de Henry King
- 1938: Marie Antoinette (María Antonieta)
- 1938: Suez
- 1939: Jesse James (Tierra de audaces), de Henry King
- 1939: Rose of Washington Square (Es mi hombre)
- 1939: Second Fiddle
- 1939: The Rains Came (Vinieron las lluvias)
- 1939: Day-Time Wife (Tejados de vidrio)
- 1940: Johnny Apollo, de Henry Hathaway
- 1940: Brigham Young (El hombre de la frontera), de Henry Hathaway
- 1940: The Mark of Zorro (El signo del Zorro, en México y Venezuela La marca del Zorro)
- 1941: Blood and Sand (Sangre y arena)
- 1941: A Yank in the R.A.F. (Un americano en la RAF), de Henry King
- 1942: Son of Fury: The Story of Benjamin Blake (El hijo de la furia)
- 1942: This Above All (Sé fiel a ti mismo)
- 1942: The Black Swan (El cisne negro), de Henry King
- 1943: Crash Dive (Tiburones de acero)
- 1946: The Razor's Edge (El filo de la navaja), de Edmund Goulding
- 1947: Nightmare Alley (El callejón de las almas perdidas), de Edmund Goulding
- 1947: Captain from Castile (Capitán de Castilla), de Henry King
- 1948: The Luck of the Irish (El amor que tú me diste)
- 1948: That Wonderful Urge (Ese impulso maravilloso)
- 1949: Prince of Foxes (El príncipe de los zorros), de Henry King
- 1950: The Black Rose (La rosa negra), de Henry Hathaway
- 1950: American Guerrilla in the Philippines (Guerrilleros en Filipinas), de Fritz Lang
- 1951: Rawhide (El correo del infierno), de Henry Hathaway
- 1951: I'll Never Forget You (Hombre de dos mundos)
- 1952: Diplomatic Courier (Correo diplomático), de Henry Hathaway
- 1952: Pony Soldier (En España fue La última flecha o Casaca roja, en Chile fue El soldado de la reina)
- 1953: The Mississippi Gambler (El caballero del Misisipi)
- 1953: King of the Khyber Rifles (El capitán King, también conocida como El capitán Bengalí)
- 1955: The Long Gray Line (Cuna de héroes)
- 1955: Untamed (Caravana hacia el sur), de Henry Hathaway
- 1956: Eddy Duchin (Melodía inmortal)
- 1957: Witness for the Prosecution (Testigo de cargo), de Billy Wilder
- 1957: The Sun Also Rises (Fiesta), de Henry King
- 1957: The Rising of the Moon (La salida de la luna), de John Ford
- 1957: Seven Waves Away (en España El naufragio del Crescent Star y en México El mar no perdona)
- 1959: Solomon and Sheba (Salomón y la reina de Saba), de King Vidor. Murió durante el rodaje, sus escenas volvieron a rodarse con Yul Brynner en su papel.